# Municipio de Bennington (Míchigan)
El municipio de Bennington (en inglés: Bennington Township) es un municipio ubicado en el condado de Shiawassee en el estado estadounidense de Míchigan. En el año 2010 tenía una población de 3168 habitantes y una densidad poblacional de 33,23 personas por km².

## Geografía
El municipio de Bennington se encuentra ubicado en las coordenadas 42°54′35″N 84°12′59″O / 42.90972, -84.21639. Según la Oficina del Censo de los Estados Unidos, el municipio tiene una superficie total de 95.33 km², de la cual 91,9 km² corresponden a tierra firme y (3,6 %) 3,43 km² es agua.

## Demografía
Según el censo de 2010, había 3168 personas residiendo en el municipio de Bennington. La densidad de población era de 33,23 hab./km². De los 3168 habitantes, el municipio de Bennington estaba compuesto por el 97,51 % blancos, el 0,32 % eran afroamericanos, el 0,25 % eran amerindios, el 0,35 % eran asiáticos, el 0,63 % eran de otras razas y el 0,95 % eran de una mezcla de razas. Del total de la población el 2,56 % eran hispanos o latinos de cualquier raza.